# Barichneumonites longicornis
Barichneumonites longicornis är en stekelart som beskrevs av Heinrich 1934. Barichneumonites longicornis ingår i släktet Barichneumonites och familjen brokparasitsteklar. Inga underarter finns listade.